# Rodolfo Irago
Rodolfo Irago Fernández, nascut en 1966 a Vigo, és un periodista gallec, que ha desenvolupat la major part de la seva carrera a la Cadena SER.
Estudià periodisme a la Facultat de Ciències de la Informació de la Universitat Complutense de Madrid. Començà a treballar a la Cadena SER en 1987 als serveis informatius de Radio Ferrol. En 1989 es va incorporar a la redacció central de SER a Galícia, a l'emissora Radio Galicia a Santiago de Compostel·la. En gener de 1994 fou nomenat director d'informatius de la SER a Galícia, càrrec que va ocupar fins a setembre de 2000. Aleshores es va traslladar a la redacció central d'aquesta emissora a Madrid i a començament de 2001 assumí la subdirecció d'informatius de la Cadena SER.
En octubre de 2004 és nomenat director d'informatius de la Cadena SER en substitució de Daniel Anido. Durant aquesta etapa els informatius de la SER segueren sent líders de la ràdio a Espanya. En 2010 va rebre el premi José Couso a la llibertat d'expressió junt amb Daniel Anido.
En desembre de 2009 fou condemnat junt a Daniel Anido per difondre un llistat de les afiliacions irregulars del PP que també fou publicat a internet. Tanmateix, després de recórrer a l'audiència provincial de Madrid, fou absolt en juny de 2010. El 24 de febrer de 2011 fou substituït per Antonio Hernández-Rodicio Romero. Poc després fou nomenat cap dels serveis de comunicació del PSOE fins que en 2014 fou nomenat membre del gabinet de premsa del PSOE al Congrés dels Diputats.